# Gracilicera politiventris
Gracilicera politiventris är en tvåvingeart som först beskrevs av Malloch 1938.  Gracilicera politiventris ingår i släktet Gracilicera och familjen parasitflugor. Inga underarter finns listade i Catalogue of Life.